# Pucioasa
Pucioasa város Dâmbovița megyében, Munténiában, Romániában.

## Fekvése
A Ialomița folyó mentén helyezkedik el, 20 km-re a megyeszékhelytől, Târgoviștétől.
Bukarest és Brassó városoktól egyaránt kb. 100 km-re fekszik.

## Történelem
Első írásos említése 1649-ből származik.
Régi neve: Podurile.
Négy falu egyesüléséből jött létre: Șerbănești (első említése: 1538), Podurile de Jos, Podurile de Sus (első említése: 1461) és Zărăfoaia.
A 19. század közepétől a település egyre inkább gyógy- és fürdővárosi jelleget vesz fel, köszönhetően az itt található, kénben gazdag ásványvizeknek.

## Népesség
A népesség számának alakulása:
- 1930 - 5772 lakos
- 1948 - 4643 lakos
- 1956 - 9259 lakos
- 1966 - 11 212 lakos
- 1977 - 13 555 lakos
- 1992 - 16 601 lakos
- 2002 - 15 263 lakos

## Testvérvárosok
- - Cartaxo - Portugália
- - Alcazar - Spanyolország
- - Vadul lui Voda - Moldova

## Gazdaság
A lakosság nagy része a mezőgazdaságban dolgozik.
Jelentős a település turizmusa, köszönhetően a város gyógyforrásainak.

## Külső hivatkozások
- A polgármesteri hivatal honlapja Archiválva 2016. december 7-i dátummal a Wayback Machine-ben